# 傑弗遜 (喬治亞州)
傑佛遜（英語：Jefferson）是一個位於美國喬治亞州傑克遜縣的城市。根據2010年美國人口普查，該地共人口9432人，而該地的面積約為56.99平方千米。同時該地也是傑克遜縣的縣治。

## 地理
傑佛遜的座標為34°07′36″N 83°35′25″W / 34.12667°N 83.59028°W，而該地的平均海拔高度為229米（即751英尺）。